# Илинден (мемориал)
Илинден, или Македониум (макед. Споменик «Илинден») — мемориальный комплекс в Крушево, Северная Македония.

## История
Строительство мемориала началось в 1972 году. Весь мемориальный комплекс Илинден официально открыт 2 августа 1974 года к 30-й годовщине второй сессии Антифашистского собрания народного освобождения Македонии и 71-й годовщины восстания в Илинден против Османской империи. Авторами памятника комплекса являются Джордан Грабуловский (Grabuloski) и Искра Грабуловская. Памятник выполнен в футуристическом стиле.
Мозаичные работы выполнены известным художником Борко Лазевским, керамика работы — Яре Петара Мазева.
Мемориал посвящён бойцам и революционерам, принимавшим участие в восстании в Илинден в 1903 году, а также памяти македонских воинов-партизан времён Народно-освободительной войны Югославии 1941—1944 годов.

## Описание
Общая площадь мемориала — около 16 гектаров. Памятник имеет форму круглого купола с овальными окнами. Верхние окна сделаны из цветного стекла. Внутри купола находится могила Николы Карева, болгарско-македонского революционера, деятеля македонско-одринской революционной организации, участника илинденского восстания, руководителя Крушевской республики и бюст певца Тоше Проески. Внутренняя часть купола имеет четыре окна, каждый выходит на направление, связанное с Илинденскими событиями.
В состав Мемориального комплекса также входит площадь с серией скульптур под названием «Разорвать цепи», символизирующих свободу, победу в освободительных войнах; здесь также расположена каменная плита с выгравированными на ней именами и важнейшими событиями, связанными с периодом до, во время и после восстания в Илинден; верхний сегмент амфитеатра украшен красочными мозаиками.

## Галерея

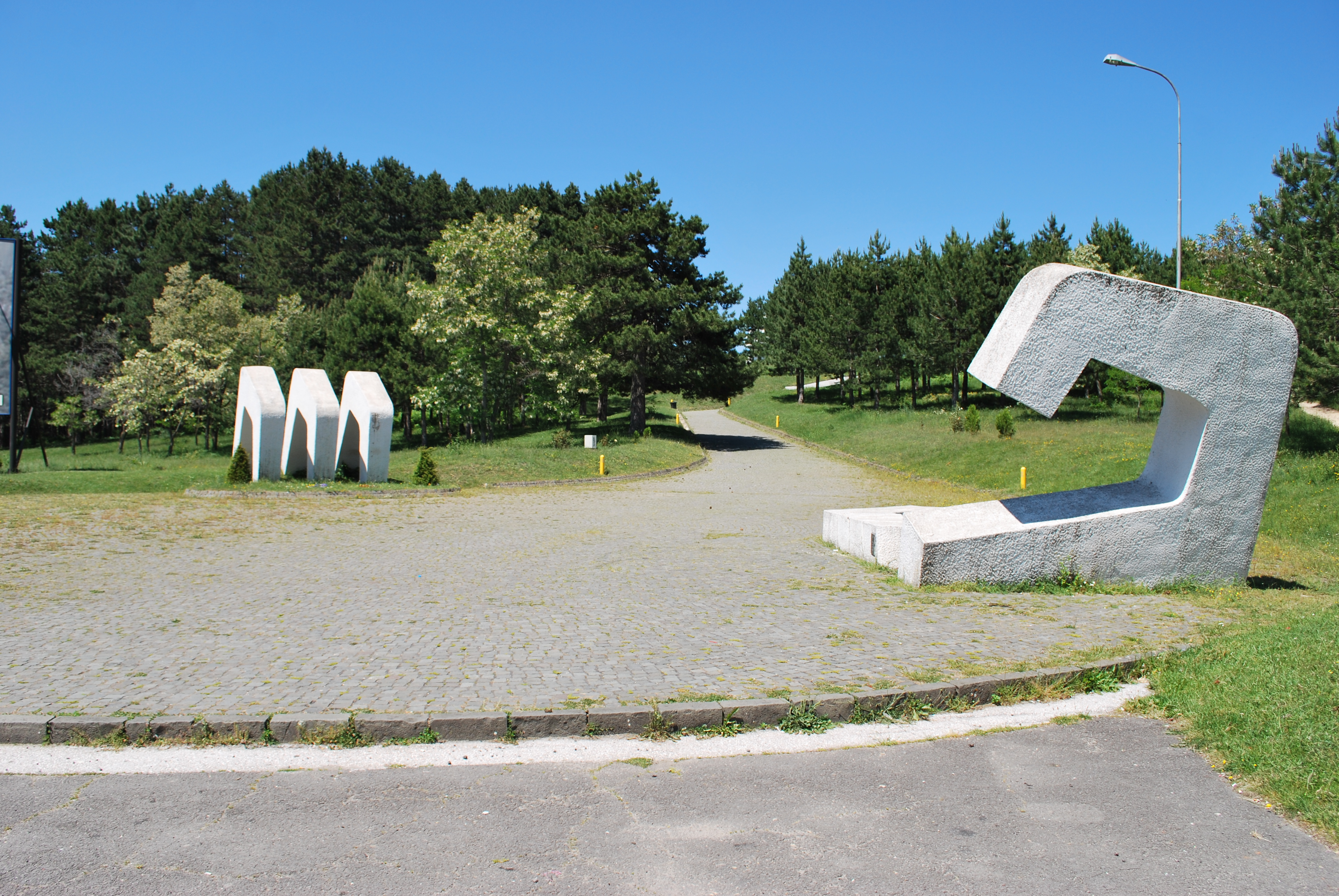
"Разрывая цепи", символ свободы
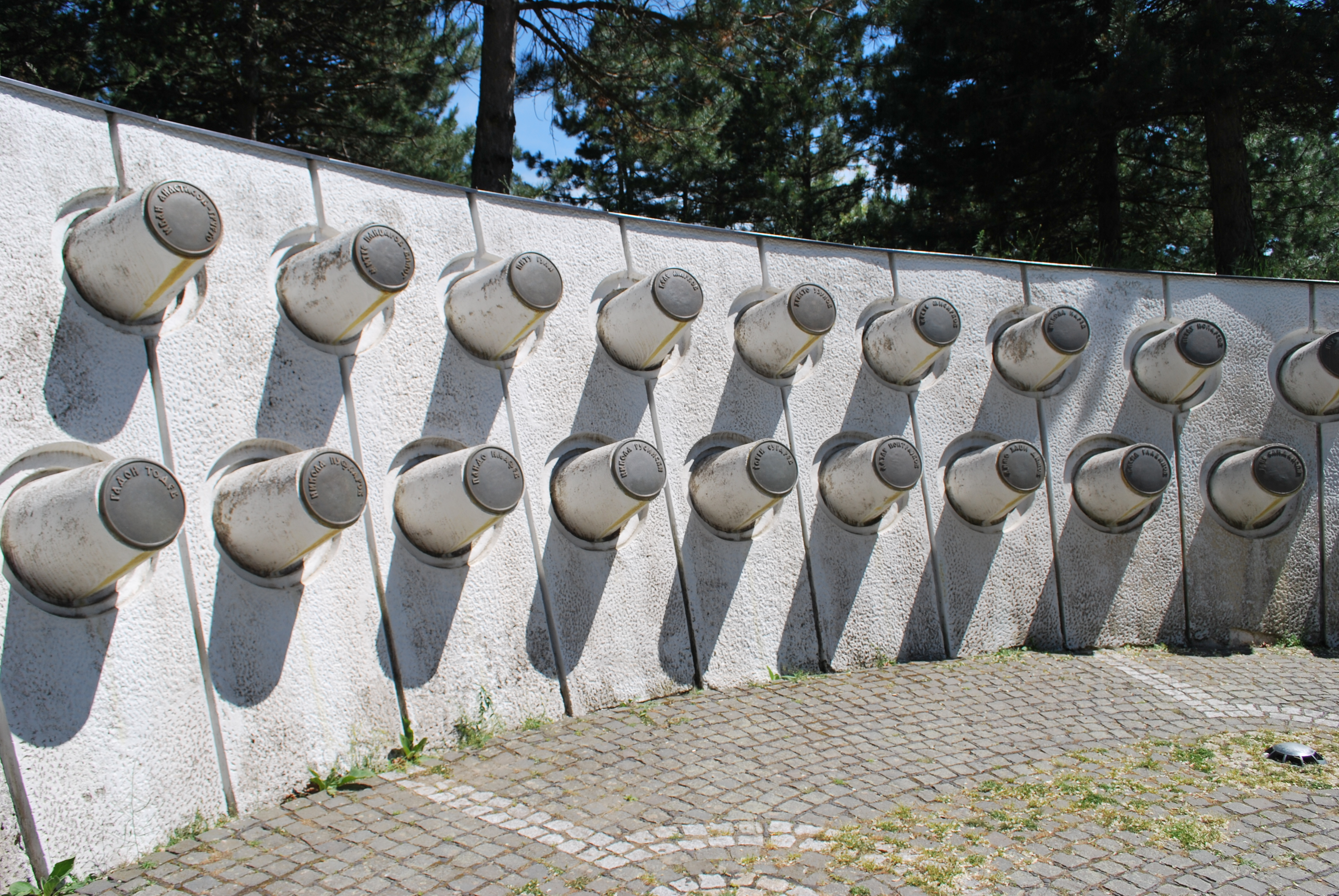
Склеп
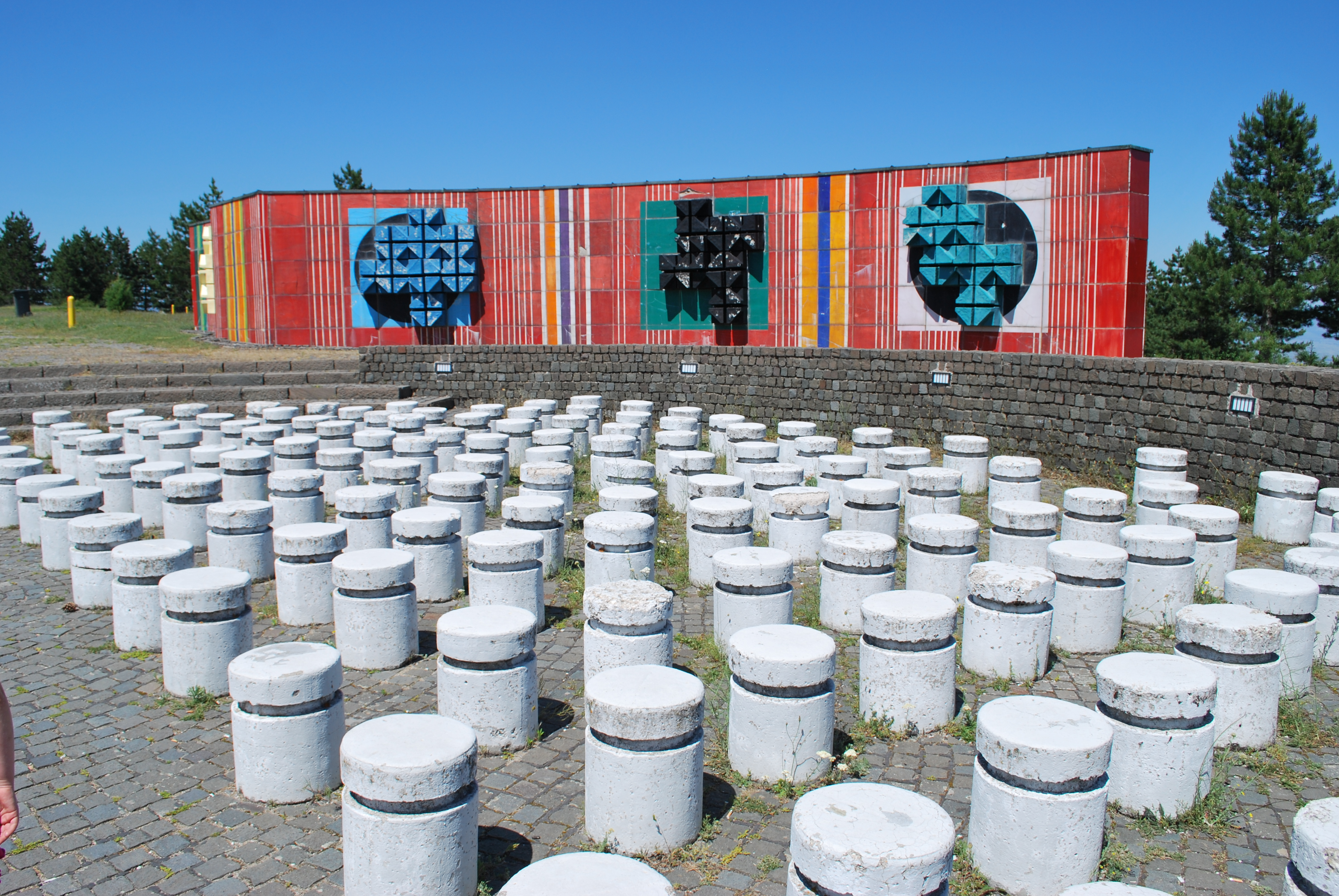
Амфитеатр
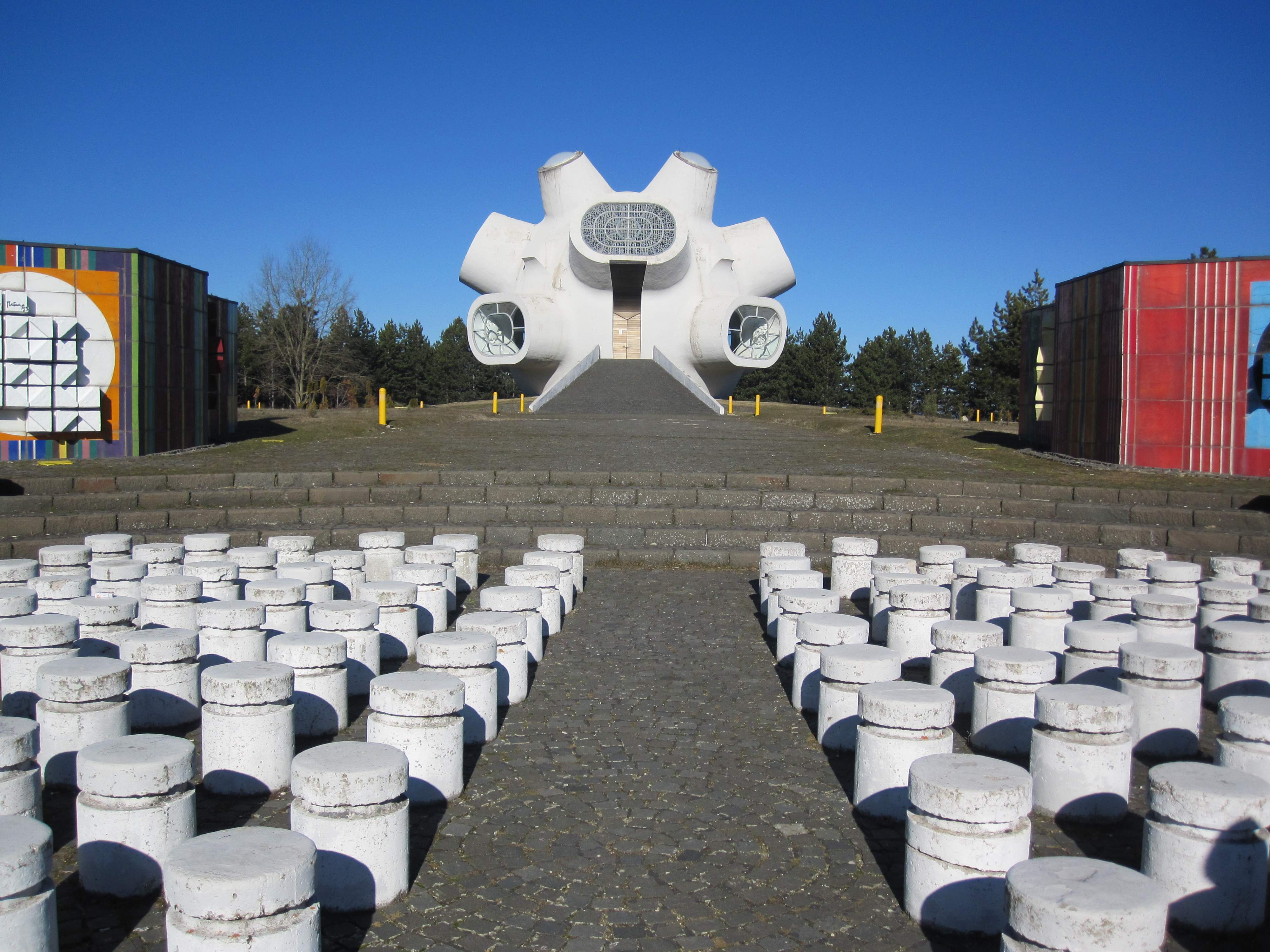
Амфитеатр и "Македониум"
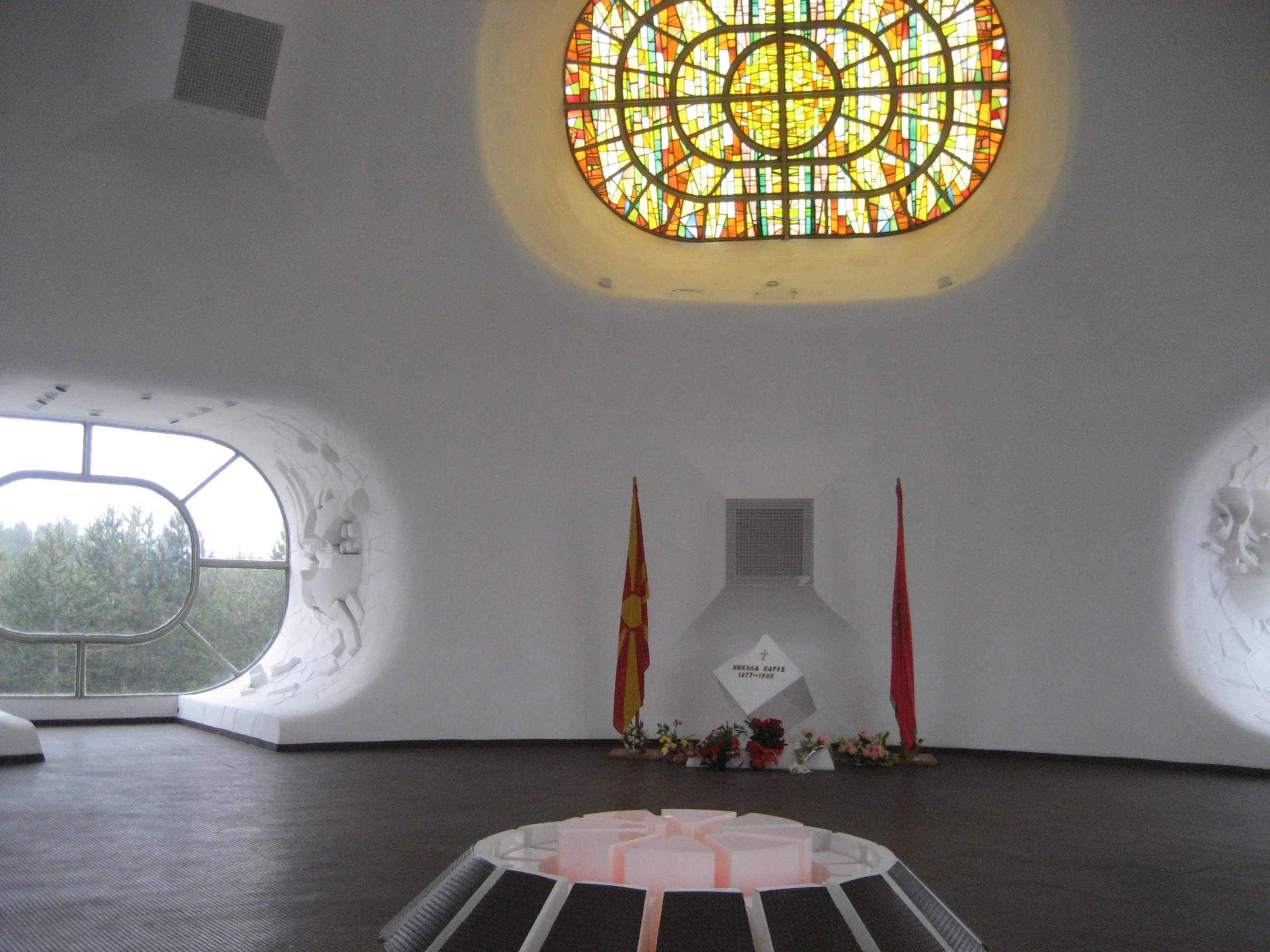
Вид на могилу в памятнике
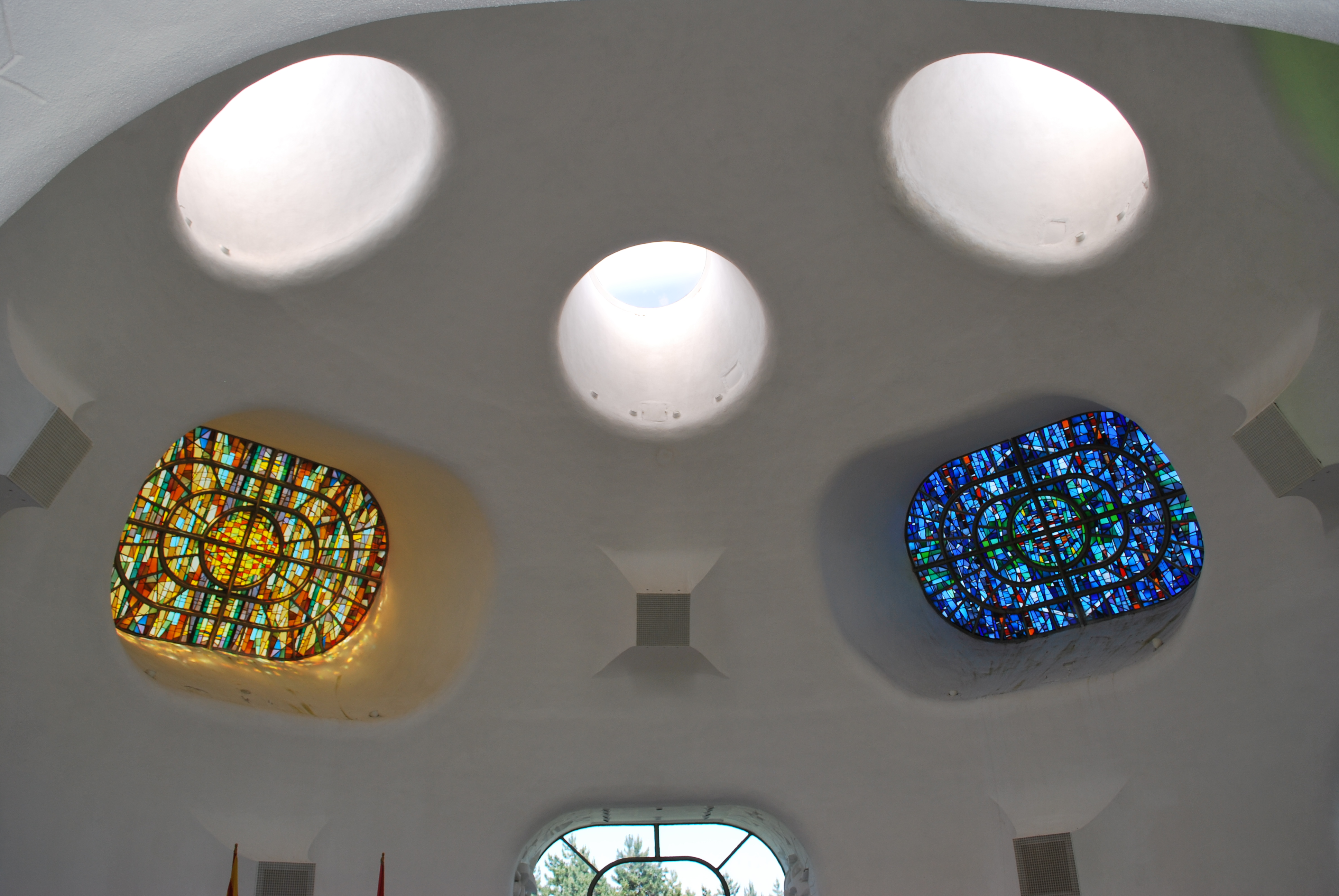
Памятник изнутри